# Mathilda globulifera
Mathilda globulifera är en snäckart som beskrevs av Dall 1927. Mathilda globulifera ingår i släktet Mathilda och familjen Mathildidae. Inga underarter finns listade i Catalogue of Life.